# 阿克奇科查湖
12°38′50″S 75°28′42″W / 12.64722°S 75.47833°W
阿克奇科查湖（Lake Acchicocha），是秘魯的湖泊，位於該國中部胡寧大區，由萬卡約省的上瓊戈斯區負責管轄，處於尤拉赫科查湖以南，長5公里、寬1.1公里，海拔高度4,591米。